# Astragalus cuscutae
Astragalus cuscutae är en ärtväxtart som beskrevs av Aleksandr Andrejevitj Bunge. Astragalus cuscutae ingår i släktet vedlar, och familjen ärtväxter. Inga underarter finns listade i Catalogue of Life.